# Chiesa di San Vittore al Teatro
La chiesa di San Vittore al Teatro era una chiesa di Milano. Situata nell'antica contrada di San Vittore al Teatro, fu demolita nel 1911.

## Storia

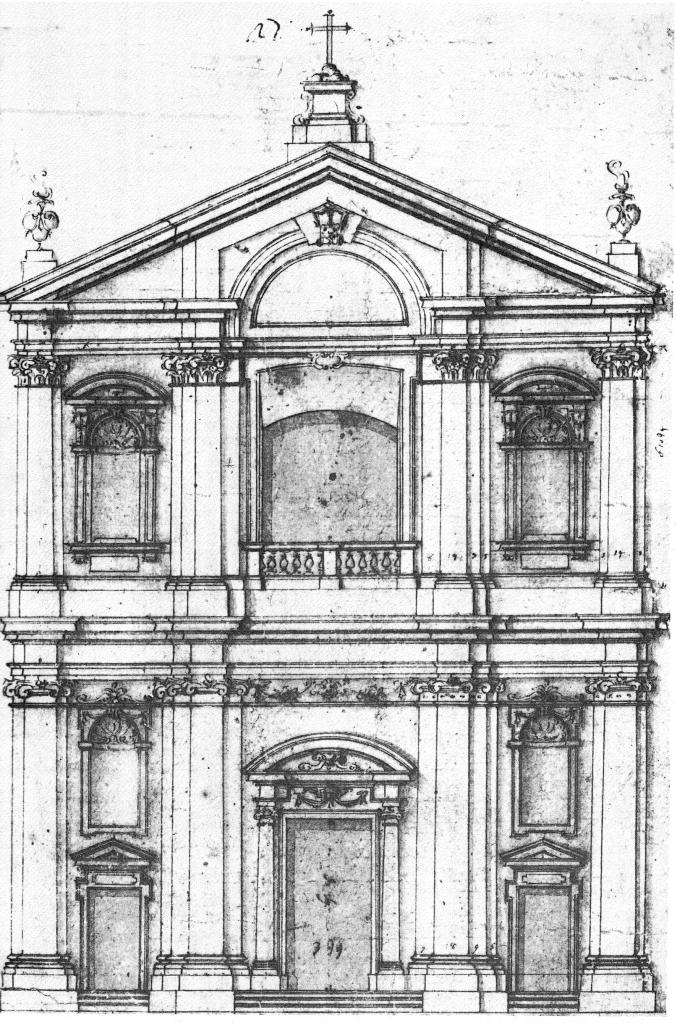
Il progetto del Richini

La tradizione vuole la chiesa fondata da San Galdino, che dedicò la chiesa a San Vittore aggiungendo l'appellativo "al teatro", dal teatro romano dove il santo avrebbe trovato un nascondiglio dalle persecuzione e che sorgeva nella zona dove fu costruita la chiesa. La chiesa è attestata da fonti come cappella alla fine del XIV secolo, mentre quasi due secoli dopo risulta tra le parrocchie del sestiere di Porta Vercellina. Nel 1787 la parrocchia fu soppressa ed unita a quella di Santa Maria segreta.
La chiesa si trovava nell'omonima contrada: benché esista tutt'oggi via San Vittore al Teatro, la chiesa si trovava su una sua prosecuzione oggi non più esistente e situata sull'area dell'attuale Piazza Affari. L'edificio fu demolito nel 1911.
Dopo la demolizione l'altare maggiore e l'organo furono recuperati e collocati nella Chiesa di Santa Marcellina in Muggiano.

## Architettura
Secondo un disegno della chiesa al 1605, la pianta aveva forma rettangolare suddivisa in tre navate. Il presbiterio era rialzato dal resto dell'aula e protetto da una balaustra che riprendeva la forma semicircolare dell'abside: vi erano due cappelle laterali sul lato sinistro della chiesa dando le spalle all'altare.
Nel 1622 la chiesa fu ricostruita su progetto di Francesco Maria Richini nelle forme che l'edificio ebbe fino alla sua demolizione: la nuova struttura si presentava ad un'unica navata con cinque cappelle.